# 岩尾別川
岩尾別川（いわおべつがわ）は、北海道斜里郡斜里町を流れオホーツク海に注ぐ普通河川である。

## 地理
北海道北東部の知床半島中央に位置する羅臼岳の西側斜面に源を発し西へ流れ、オホーツク海に注ぐ。源流の一つは羅臼岳登山道沿いにある名水「弥三吉水」である（標高900m付近）。本流の岩尾別川の中流には、岩尾別温泉があり、知床横断道路（国道334号）と並行する支流の赤イ川の流域には、日本有数規模の褐鉄鉱の巨大な露頭が存在する。

## 地名由来
アイヌ語で「硫黄が流れる川」という意味を持つ。このため原語に近いイワウベツ川として標記されることもある。

## 流域の自治体
北海道
オホーツク総合振興局斜里郡斜里町

## 自然
流域の全域が知床国立公園に指定され、川周辺ではエゾシカやヒグマなどの大型哺乳類、エゾシマフクロウなどの猛禽類が棲息するなど、豊かな自然環境が形成されている。
秋に遡上するシロザケ、カラフトマスは全量、河口付近のサケマス孵化場にて捕獲される。一部については、サケマス孵化場から上流に再放流されるが、これを目当てにヒグマが出現するようになり、近年、それを追いかけるようにカメラマンが詰めかけるようになった。川と並行する町道には、ヒグマを撮影するための望遠レンズの砲列が並ぶこともある。撮影競争が過熱し、不測の事態も想定されることから、2004年にはクマよけのための電気柵が設置された。

## 産業
昭和初期から漁業が営まれ、昭和40年代以降は観光開発が進められている。河口付近に位置するサケマス孵化場は、捕獲量、放流量で日本一を記録したことがあり、石碑が建立されている。下流域には知床五湖へ通ずる道道橋が架けられ、中流域には岩尾別温泉と、上流域には羅臼岳登山道があり、観光資源に富んでいる。
支流の「赤イ川」では、昭和30年代まで鉄鉱石の採掘が行われたが、輸入鉱石の増加により採算が悪化し早々に撤退している。

## 災害
岩尾別川流域の地質は、源流が活火山である羅臼岳であるため脆く、しばしば土砂災害が発生している。1980年代には土石流の流下により岩尾別温泉に至る町道の大部分が流出し、温泉の宿泊客が孤立する騒ぎとなった。

## 支流
- 盤の川
- ピリカベツ川
- 赤イ川
  - 白イ川

## 主な橋梁
- 清流橋
- 勝利橋
- 岩尾別橋 - 北海道道93号知床公園線